# Kacper Oleszczuk
Kacper Oleszczuk (ur. 15 maja 1994 w Pasłęku) – polski lekkoatleta specjalizujący się w rzucie oszczepem.
W 2011 odpadł w eliminacjach mistrzostw świata juniorów młodszych, a rok później także na eliminacjach zakończył udział w mistrzostwach świata juniorów. Zajął czwarte miejsce w mistrzostwach Europy juniorów w 2013 w Rieti. Złoty medalista młodzieżowych mistrzostw Europy z 2015 roku. Ósmy zawodnik mistrzostw Europy w Amsterdamie (2016).
Medalista mistrzostw Polski juniorów, młodzików, OOM oraz młodzieżowych mistrzostw kraju.
Rekord życiowy: 82,29 (12 lipca 2015, Tallinn), 11. wynik w historii polskiej lekkoatletyki.

## Osiągnięcia
| Rok  | Impreza                               | Miejsce         | Pozycja           | Wynik |
| ---- | ------------------------------------- | --------------- | ----------------- | ----- |
| 2011 | Mistrzostwa świata juniorów młodszych | Lille Metropole | el. – 14. miejsce | 65.85 |
| 2012 | Mistrzostwa świata juniorów           | Barcelona       | el. – 37. miejsce | 62,93 |
| 2013 | Mistrzostwa Europy juniorów           | Rieti           | 4. miejsce        | 73,24 |
| 2014 | Zimowy puchar Europy w rzutach        | Leiria          | 11. miejsce U-23  | 63,26 |
| 2015 | Zimowy puchar Europy w rzutach        | Leiria          | 6. miejsce U-23   | 70,82 |
| 2015 | Młodzieżowe mistrzostwa Europy        | Tallinn         | 1. miejsce        | 82,29 |
| 2016 | Mistrzostwa Europy                    | Amsterdam       | 8. miejsce        | 79,34 |